# Dicranota notabilis
Dicranota (Eudicranota) notabilis là một loài ruồi trong họ Pediciidae. Chúng phân bố ở vùng sinh thái Nearctic.